# ابن الفارض
ابن الفارض، هو أبو حفص شرف الدين عمر بن علي بن مرشد الحموي، أحد أشهر الشعراء المتصوفين، وكانت أشعاره غالبها في العشق الإلهي حتى أنه لقب بـ «سلطان العاشقين». والده من حماة في سوريا، وهاجر لاحقاً إلى مصر.

## مولده ونشأته
ولد بمصر سنة 576 هـ الموافق 1181م، ولما شب اشتغل بفقه الشافعية، وأخذ الحديث عن ابن عساكر. ثم سلك طريق الصوفية ومال إلى الزهد. رحل إلى مكة في غير أشهر الحج، واعتزل في واد بعيد عنها. وفي عزلته تلك نظم معظم أشعاره في الحب الإلهي، حتى عاد إلى مصر بعد خمسة عشر عامًا.

## عزلته
قضى ابن الفارض نحو 15 سنة من عمره في عزلة عن الناس بعد أن سافر لمكة لتأدية فريضة الحج، ثم قرر الاعتزال في وادٍ بعيد عن الناس، وكانت تلك العزلة هي المنبع الذي فاضت منه معظم أشعاره، حيث أتاحت له تأمل أحوال نفسه والغوص في الخيال البعيد وأسرار الملكوت. وبعد أن أنهى عزلته،
عاد إلى مصر بعد خمسة عشر عاماً، فأقام بقاعة الخطابة بالجامع الأزهر، فقصده الناس بالزيارة، ومعهم بعض كبار الدولة مما أجله في أعين العامة والخاصة، يقول ابن حجر: «كان له صورة كبيرة عند الناس» ولما رأى إقبال الناس عليه واستعدادهم لتقبل أحواله وأقواله بلا ميزان، تخلى عما كان فيه من زهد وتقشف، فصار يلبس الملابس الجميلة ويعتني بهيئته، ويحب مشاهدة البحر في الأصيل، بل وكان له جوار بالبهنسا يذهب إليهن فيغنين له بالدف والشبابة فيراقصهن ويتواجد

## عقيدته
قال الإمام الذهبي واصفًا عقيدته «ينعق بالاتحاد الصريح في شعره، وهذه بلية عظيمة فتدبر نظمه ولا تستعجل، ولكنك حسن الظن بالصوفية. وما ثّم إلا زي الصوفية، وإشارات مجملة، وتحت الزى والعبادة: فلسفة، وأفاعي» وعلق على قصيدته التائية في كتابه سير أعلام النبلاء قائلًا: «فإن لم يكن في تلك القصيدة صريح الاتحاد، الذي لا حيلة في وجوده، فما في العالم زندقة ولا ضلال»، وقال الحافظ ابن حجر، أنه سأل الشيخ الإمام سراج الدين البلقيني عنه فأجابه: لا أحب أن أتكلم فيه، وعندما أنشد عليه من التائية قطع عليه بعد إنشاد عدة أبيات بقوله: هذا كفر، هذا كفر.
أما ابن تيمية فيصف المذهب الذي هو عليه وحقيقة مقالاته الشركية، الضلالية وأنَّ ابن الفارض من أهل الإلحاد القائلين بالحلول والاتحاد ووحدة الوجود فقال: «منتهى أمرهم القول بوحدة الوجود، وأن الوجود الواجب القديم الخالق، هو الوجود الممكن المحدث المخلوق، ما ثم لا غير ولا سوى...وهؤلاء الأصناف قد بسط الكلام عليهم في غير هذا الموضع، فإن هؤلاء يكثرون في الدول الجاهلية، وعامتهم تميل إلى التشيع، كما عليه ابن عربي، وابن سبعين وأمثالهما. فاحتاج الناس إلى كشف حقائق هؤلاء، وبيان أمورهم على الوجه الذي يعرف به الحق من الباطل. فإن هؤلاء يدعون في أنفسهم أنهم أفضل أهل الأرض، وأن الناس لا يفهمون حقيقة إشاراتهم، فلما يسر الله أني بينت لهم حقائقهم، وكتبت في ذلك من المصنفات ما علموا به أن هذا هو تحقيق قولهم، وتبين لهم بطلانه بالعقل الصريح، والنقل الصحيح، والكشف المطابق؛ رجع عن ذلك من علمائهم وفضلائهم من رجع، وأخذ هؤلاء يثبتون للناس تناقضهم، ويردونهم إلى الحق»
ويقول الشيخ عبد الرحمن الوكيل في شرح مقطع من التائية يقرر ابن الفارض فيها بلوغه مرتبة الكمال الصوفي الذي يستولون عليه بالقدرة على ملاحظة الفرق والجمع في وقت واحد: «فابن الفارض يزعم هنا أنه منذ القدم كان الله، ثم تلبس بصورة النفس، فأرسل بصفته وجوداً متجرداً رسولاً إلى نفسه بصفته وجوداً مقيداً بالتعين، فهو الرسول، والمرسل والمرسل إليه، كان كذلك حتى وهو في غاية الأزل»

## شعر ابن الفارض
من شعره قوله:
وله أيضاً:
وله أيضاً:
وله أيضاً:
وله أيضاً:

## وفاته
توفي سنة 632 هـ الموافق 1235م في مصر ودفن بجوار جبل المقطم في مسجده المشهور.